# Monopis viatica
Monopis viatica är en fjärilsart som beskrevs av Edward Meyrick 1911. Monopis viatica ingår i släktet Monopis och familjen äkta malar. Inga underarter finns listade i Catalogue of Life.